# Błonie (Lublin)
Błonie [pronunciación en polaco: /ˈbwɔɲe/] es un pueblo ubicado en el distrito administrativo de Gmina Janów Podlaski, dentro del Distrito de Biała Podlaska, Voivodato de Lublin, en Polonia oriental, cercano a la frontera con Bielorrusia. Se encuentra aproximadamente a 9 kilómetros al este de Janów Podlaski, a 23 kilómetros al noreste de Białun Podlaska, y a 117 kilómetros al noreste de la capital regional Lublin.